# Pallacanestro ai VII Giochi della Francofonia - Torneo femminile
Il VII Campionato di pallacanestro femminile ai Giochi della Francofonia si è svolto nel 2013, a Nizza.

## Risultati

### Prima fase

#### Gruppo A
| Team           | Pts. | V - P | Pf - Ps   |
| -------------- | ---- | ----- | --------- |
| Costa d'Avorio | 3    | 1 - 1 | 115 - 101 |
| Québec         | 3    | 1 - 1 | 126 - 114 |
| Polonia        | 3    | 1 - 1 | 98 - 124  |

| Nizza 6 settembre 2013 | Québec | 75 – 48 | Polonia |  |

| Nizza 7 settembre 2013 | Polonia | 50 – 49 | Costa d'Avorio |  |

| Nizza 8 settembre 2013 | Québec | 51 – 66 | Costa d'Avorio |  |

#### Gruppo B
| Team             | Pts. | V - P | Pf - Ps   |
| ---------------- | ---- | ----- | --------- |
| Lussemburgo      | 5    | 2 - 1 | 226 - 173 |
| Francia          | 5    | 2 - 1 | 130 - 125 |
| RD del Congo (*) | 4    | 2 - 1 | 153 - 145 |
| Tunisia          | 3    | 0 - 3 | 150 - 216 |

(*) La nazionale del RD del Congo si è ritirata a torneo in corso
| Nizza 6 gennaio 2013 | RD del Congo | 69 – 48 | Tunisia |  |

| Nizza 6 gennaio 2013 | Francia | 44 – 68 | Lussemburgo |  |

| Nizza 7 gennaio 2013 | Tunisia | 57 – 66 | Francia |  |

| Nizza 7 gennaio 2013 | Lussemburgo | 77 – 84 | RD del Congo |  |

| Nizza 9 gennaio 2013 | Tunisia | 45 – 81 | Lussemburgo |  |

| Nizza 9 gennaio 2013 | Francia | 20 – 0 (per ritiro) | RD del Congo |  |

#### Gruppo C
| Team     | Pts. | V - P | Pf - Ps   |
| -------- | ---- | ----- | --------- |
| Vallonia | 4    | 2 - 0 | 164 - 149 |
| Romania  | 3    | 1 - 1 | 165 - 138 |
| Senegal  | 2    | 0 - 2 | 128 - 170 |

| Nizza 6 gennaio 2013 | Romania | 87 – 57 | Senegal |  |

| Nizza 8 gennaio 2013 | Vallonia | 81 – 78 | Romania |  |

| Nizza 9 gennaio 2013 | Senegal | 71 – 83 | Vallonia |  |

#### Gruppo D
| Team     | Pts. | V - P | Pf - Ps  |
| -------- | ---- | ----- | -------- |
| Camerun  | 4    | 2 - 0 | 114 - 83 |
| Mali     | 3    | 1 - 1 | 104 - 95 |
| Svizzera | 2    | 0 - 2 | 98 - 138 |

| Nizza 7 gennaio 2013 | Svizzera | 54 – 65 | Mali |  |

| Nizza 8 gennaio 2013 | Camerun | 73 – 44 | Svizzera |  |

| Nizza 9 gennaio 2013 | Mali | 39 – 41 | Camerun |  |

### Seconda Fase

#### Gironi di Classificazione
- 9 - 12 posto

| Nizza 11 gennaio 2013 | Polonia | 70 – 59 | Senegal |  |

| Nizza 11 gennaio 2013 | Tunisia | 47 – 62 | Svizzera |  |

- 5 - 8 posto

| Nizza 12 gennaio 2013 | Mali | 72 – 56 | Romania |  |

| Nizza 12 gennaio 2013 | Francia | 49 – 69 | Lussemburgo |  |

#### Quarti di Finale
| Nizza 11 gennaio 2013 | Costa d'Avorio | 68 – 63 | Francia |  |

| Nizza 11 gennaio 2013 | Lussemburgo | 51 – 70 | Québec |  |

| Nizza 11 gennaio 2013 | Vallonia | 70 – 62 | Mali |  |

| Nizza 11 gennaio 2013 | Camerun | 69 – 63 | Romania |  |

#### Semifinali
| Nizza 12 gennaio 2013 | Costa d'Avorio | 54 – 53 | Québec |  |

| Nizza 12 gennaio 2013 | Vallonia | 68 – 67 | Camerun |  |

#### Finali
- 11 - 12 posto

| Nizza 12 gennaio 2013 | Senegal | 74 – 69 | Tunisia |  |

- 9 - 10 posto

| Nizza 12 gennaio 2013 | Polonia | 57 – 43 | Svizzera |  |

- 3-4 posto

| Nizza 14 gennaio 2013 | Québec | 67 – 80 | Camerun |  |

- 1-2 posto

| Nizza 14 gennaio 2013 | Costa d'Avorio | 87 – 70 | Vallonia |  |

## Classifica
| -  | Paese          |
| -- | -------------- |
|    | Costa d'Avorio |
|    | Vallonia       |
|    | Camerun        |
| 4  | Québec         |
| 5  | Mali           |
| 5  | Lussemburgo    |
| 7  | Romania        |
| 7  | Francia        |
| 9  | Polonia        |
| 10 | Svizzera       |
| 11 | Senegal        |
| 12 | Tunisia        |